# 崇澍蕨
崇澍蕨（学名：Chieniopteris harlandii）为乌毛蕨科崇澍蕨属下的一个种。